# نادي جامعة تشيلي
نادي جامعة تشيلي (بالإسبانية: Club Universidad de Chile)‏ هو ناد كرة قدم تشيلي مقره في العاصمة سانتياغو ويتبع لجامعة تشيلي الحكومية. يلعب الفريق في دوري الدرجة الأولى. تم تأسيس النادي يوم 24 مايو، 1927 تحت اسم نادي ديبورتيفو يونيفرسيتاريو. يعتبر النادي الأشهر والأكثر نجاحاً في تشيلي بعد فوزه بالدوري المحلي 17 مرة. يلعب الفريق مبارياته المنزلية على ملعب تشيلي الوطني الذي يتسع لجلوس 47,000.

## وصلات خارجية
- الموقع الرسمي
- صفحة النادي على موقع الفيفا
- صفحة الجماهير